# Cornèr Bank
Die Cornèr Bank AG ist eine Schweizer Privatbank mit Sitz in Lugano. Ihr Kerngeschäft liegt im Private Banking sowie im Kredit- und Kreditkartengeschäft.
Neben ihrem Hauptsitz ist die Cornèr Bank mit Niederlassungen in Locarno, Lausanne und Zürich sowie mit fünf im Tessin gelegenen Geschäftsstellen präsent. Im Jahr 2022 begann die Cornèr Bank einige Dienstleistungen auch über ausgesuchte Filialen der Schweizerischen Post zu vertreiben. Im Ausland verfügt die Bank über Tochtergesellschaften in Liechtenstein, England und Nassau (Bahamas). Ende 2016 beschäftigte das Unternehmen 1214 Mitarbeiter und hatte im Jahr 2023 eine Bilanzsumme von 8,4 Milliarden Schweizer Franken.
Die Cornèr Bank wurde 1952 von Vittorio Cornaro gegründet und befindet sich noch heute im Mehrheitsbesitz der Familie Cornaro. Die Generaldirektion der Cornèr Bank wird von Vittorio Cornaro (Sohn von Paolo Cornaro) geleitet.

## Kartengeschäft
1975 führte die Cornèr Bank als erstes Bankinstitut in der Schweiz die Visa-Karte ein. 1998 folgte die Lancierung der Mastercard-Karte. Im Jahr 2007 wurde die Zahl von 900.000 ausgegebenen Cornèrcards überschritten. Damit positioniert sich die Cornèr Bank als Nummer vier im Schweizer Kreditkartenmarkt.
Mobile Payment
Im Oktober 2017 führte Cornèrcard das Bezahlen mit Fitbit Pay ein. Visa-Kunden des Kartenanbieters können mit der Smartwatch Fitbit Iconic weltweit kontaktlos einkaufen. Inzwischen wurden die Cornèrcard-Kreditkarten für weitere Mobile-Payment-Anbieter, darunter Apple Pay, Google Pay und Samsung Pay, freigeschaltet.